# Trichodesma baumii
Trichodesma baumii är en strävbladig växtart som beskrevs av Gürke. Trichodesma baumii ingår i släktet Trichodesma och familjen strävbladiga växter. Inga underarter finns listade i Catalogue of Life.